# Campeonato Uruguayo de Primera División 1915
El Campeonato Uruguayo 1915 constituyó el 15.º torneo de primera división del fútbol uruguayo organizado por la AUF.
El torneo consistió en un campeonato a dos ruedas de todos contra todos. En él participaron 10 equipos, entre los cuales saldría victorioso el Club Nacional de Football.
En esta temporada, aparece por primera vez en Primera División el Club Atlético Defensor. Finalizada la misma, descendieron los equipos de Bristol e Independencia.

## Equipos participantes

### Relevos temporada anterior
| Club     | Ascendido como   |
| -------- | ---------------- |
| Bristol  | Segunda División |
| Defensor | Segunda División |

### Datos de los equipos
| Club                 | Ciudad     | Estadio             | Capacidad | Fundación                | Temporadas | Temporadas Consecutivas | Títulos | 1914 |
| -------------------- | ---------- | ------------------- | --------- | ------------------------ | ---------- | ----------------------- | ------- | ---- |
| Bristol              | Montevideo |                     |           |                          | 6          | -                       | -       | -    |
| Central              | Montevideo | Parque Ricci        |           | 5 de enero de 1905       | 6          | 6                       | -       | 7°   |
| Defensor             | Montevideo |                     |           | 15 de marzo de 1913      | -          | -                       | -       | -    |
| Independencia        | Montevideo |                     |           |                          | 1          | 1                       | -       | 8°   |
| Nacional             | Montevideo | Gran Parque Central | 15.000    | 14 de mayo de 1899       | 13         | 13                      | 3       | 3°   |
| Peñarol / CURCC      | Montevideo | Belvedere           |           | 28 de septiembre de 1891 | 14         | 14                      | 5       | 2°   |
| Reformers            | Montevideo |                     |           |                          | 2          | 2                       | -       | 6°   |
| River Plate          | Montevideo |                     |           | 1897                     | 8          | 8                       | 4       | 1°   |
| Universal            | Montevideo |                     |           |                          | 3          | 3                       | -       | 4°   |
| Montevideo Wanderers | Montevideo | Belvedere           |           | 15 de agosto de 1902     | 11         | 11                      | 2       | 5°   |

Notas: Los datos estadísticos corresponden a los campeonatos uruguayos oficiales. Las fechas de fundación son las declaradas por cada club. La columna «Estadio» refleja el estadio donde el equipo más veces juega de local, pero no indica que sea su propietario. Véase también: Estadios de fútbol de Uruguay.

## Tabla de posiciones

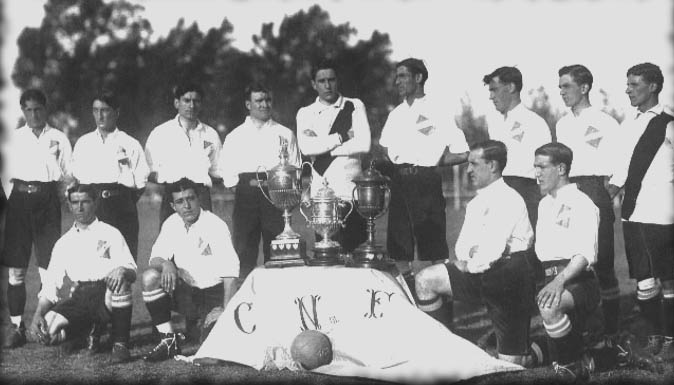
Plantel de Nacional, posando con los trofeos conquistados en 1915.

|  | Pos. | Equipos              |  | PJ | PG | PE | PP | GF | GC | Dif. | Pts. |
|  | ---- | -------------------- |  | -- | -- | -- | -- | -- | -- | ---- | ---- |
|  | 1    | Nacional             |  | 18 | 13 | 3  | 2  | 33 | 9  | +24  | 29   |
|  | 2    | Peñarol              |  | 18 | 12 | 3  | 3  | 37 | 8  | +29  | 27   |
|  | 3    | Universal            |  | 18 | 10 | 3  | 5  | 29 | 25 | +4   | 23   |
|  | 4    | Defensor             |  | 18 | 9  | 2  | 7  | 16 | 20 | -4   | 20   |
|  | 5    | Montevideo Wanderers |  | 18 | 9  | 1  | 8  | 19 | 23 | -4   | 19   |
|  | 6    | River Plate          |  | 18 | 7  | 3  | 8  | 18 | 15 | +3   | 17   |
|  | 7    | Central              |  | 18 | 7  | 1  | 10 | 15 | 19 | -4   | 15   |
|  | 8    | Reformers            |  | 18 | 5  | 3  | 10 | 10 | 20 | -10  | 13   |
|  | 9    | Bristol              |  | 18 | 5  | 1  | 12 | 9  | 27 | -18  | 11   |
|  | 10   | Independencia        |  | 18 | 2  | 2  | 14 | 9  | 29 | -20  | 6    |

|  | Campeón uruguayo. |
|  | Descienden.       |

|                                            |
| Uruguay                                    |
| Campeón Uruguayo 1915 Nacional 4.to título |

### Equipos clasificados

#### Copa Aldao 1916
|   | Equipo   | Clasificación como                   |
| - | -------- | ------------------------------------ |
| 1 | Nacional | Campeón del Campeonato Uruguayo 1915 |